# Włoszczyzna

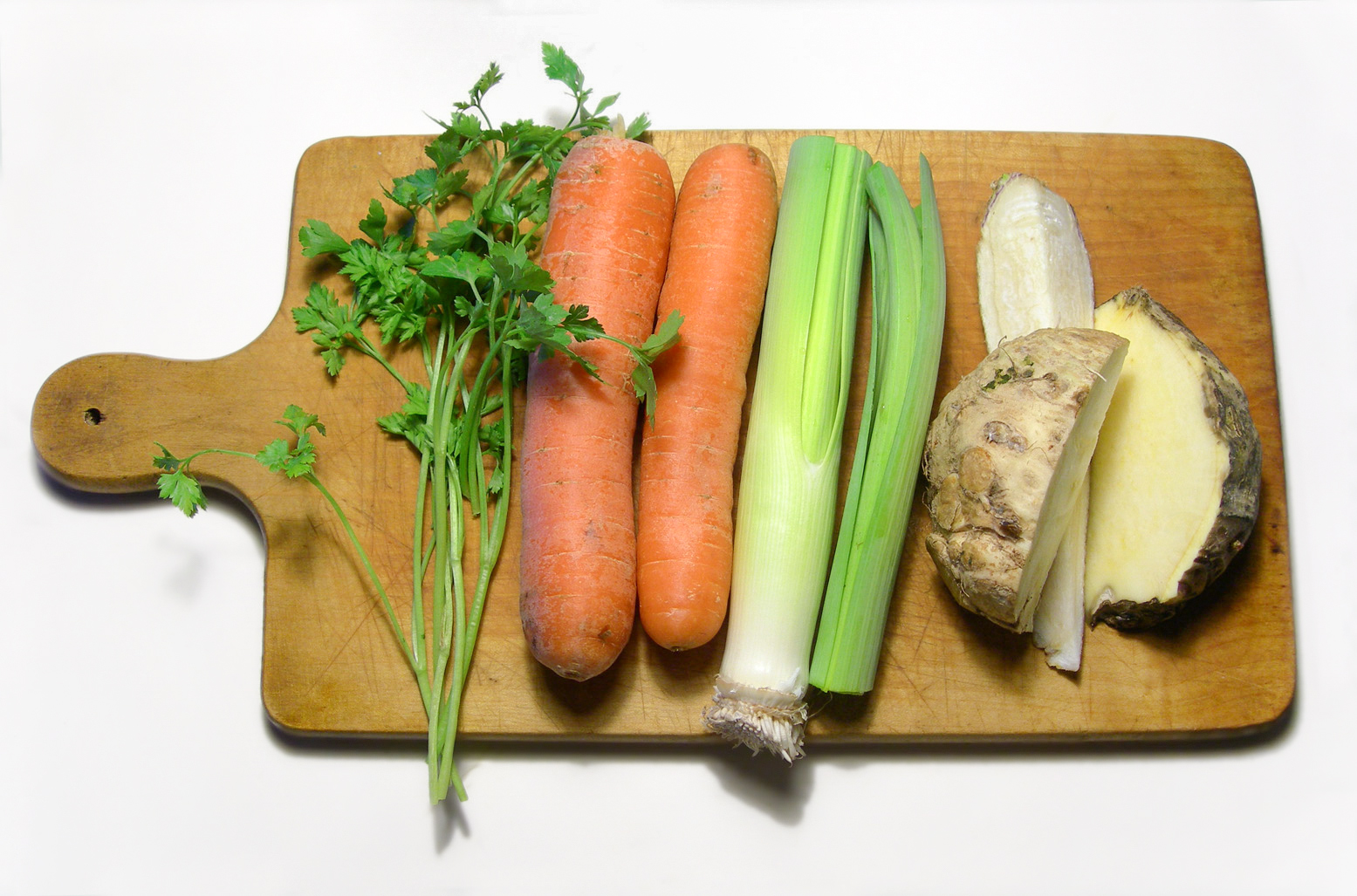
Przykładowy zestaw włoszczyzny

Włoszczyzna – zestaw warzyw sprzedawany w sklepach i na straganach, służący jako uniwersalny zbiór składników roślinnych do przygotowania wywaru do niektórych zup (np. zupa jarzynowa, rosół) w tak zwanych pęczkach (w siatce lub złączone recepturką).
Na włoszczyznę składają się porcje następujących roślin: korzenie marchwi, pietruszki, selera oraz liście pora i kapusty włoskiej. Często dodawana jest cebula i nać pietruszki, sporadycznie łodyga i liście selera.
Przykładowy zestaw włoszczyzny:
- 3-4 korzenie marchwi
- 2-3 korzenie pietruszki
- 1/4 niedużej bulwy selera korzeniowego
- 1/8 małej główki kapusty włoskiej
- 1 por (biała część)
- 1-2 małe cebule

Przy sporządzaniu wywarów jarskich zazwyczaj odrzuca się kapustę i cebulę. W przypadku wywarów mięsnych, zwłaszcza rosołu, często opala się cebulę nad ogniem aż do spalenia, w celu uzyskania wyraźniejszego smaku i ciemniejszego koloru.
Powszechny jest pogląd, że warzywa te zostały sprowadzone do Polski z Włoch przez królową Bonę i stąd wzięła się nazwa włoszczyzny.